# Jerzy Feldman
Jerzy Feldman (ur. 16 marca 1927 w Grudziądzu, zm. 27 stycznia 2004 tamże) – polski artysta malarz.
Ojciec, Tyburcjusz Feldman, był wachmistrzem żandarmerii i instruktorem w Centrum Wyszkolenia Żandarmerii. W 1954 rozpoczął studia na Wydziale Sztuk Pięknych UMK w Toruniu, w następnym roku przeniósł się na Akademię Sztuk Pięknych w Krakowie. 1960 otrzymał dyplom z malarstwa  w pracowni Zbigniewa Pronaszki i rozpoczął pracę w Dziale Sztuki Muzeum w Grudziądzu. 1961–1965 zatrudniony w Domu Kultury Dzieci i Młodzieży. Współtwórca grupy artystycznej "Gromada Grudziąż". W latach 1965–1979 był dyrektorem muzeum. M.in. w tym okresie muzeum zyskało  zaadaptowany spichrz, w którym w 1974 umieszczono sale wystawowe Działu Historii, pracownie naukowe i magazyny, przekształcono układ wnętrz gmachu głównego, pozyskano i pomyślnie zaadaptowano kolejne spichrze. Wzrosła liczbać pracowników i rozwinęła się działalność ekspozycyjna i publicystyczna. Jego następcą został Ryszard Boguwolski.
W latach 1979–1989 był Miejskim Konserwatorem Zabytków w Grudziądzu, w tym czasie prowadzono m.in. prace restauratorskie murów miejskich, spichrzów, Pałacu Opatek i ratusza. 
Członek ZPAP. Wystawy indywidualne jego twórczości odbywały się w Grudziądzu  (m.in. retrospektywna 1998), Brodnicy, Bydgoszczy, Kołobrzegu i Toruniu, uczestniczył w wystawach zbiorowych w kraju i zagranicą. W jego twórczości niejednokrotnie pojawiały się motywy grudziądzkie.
Spoczywa na cmentarzu przy ul. Cmentarnej.